# Corday-Morgan Medaille en Prijs
De Corday-Morgan Medaille en Prijs ofwel de Corday–Morgan Medal and Prize is een hoge onderscheiding die jaarlijks wordt toegekend door de Royal Society of Chemistry sinds 1949. Het aantal onderscheidingen werd verhoogd naar twee per jaar in 1964 en naar drie per jaar in 1967.
Onder de Corday–Morgan medaillisten zijn de meest bekende en succesvolle chemici uit het Verenigd Koninkrijk.

## De medailledragers sinds 1949
- 1949 – Derek Barton;
- 1950 – Ronald Sydney Nyholm;
- 1951 – Frederick Sanger;
- 1952 – James Baddiley;
- 1953 – John Cornforth;
- 1954 – Rex Richards;
- 1955 – George Porter;
- 1956 – K W Bagnall;
- 1957 – G W Kenner;
- 1958 – Charles Kemball;
- 1959 – Alan Battersby;
- 1960 – Robert Neville Haszeldine;
- 1961 – Franz Sondheimer;
- 1962 – Neil Bartlett;
- 1963 – George Andrew Sim;
- 1964 – H M Frey, A Ian Scott;
- 1965 – John Cadogan, R Mason;
- 1966 – Richard Dixon, Malcolm Tobe;
- 1967 – Alan Carrington, Richard Oswald Chandler Norman, John Meurig Thomas;
- 1968 – A Fish, Frank McCapra, D H Williams;
- 1969 – Peter Day, M Green, Gordon W Kirby;
- 1970 – David Buckingham, Donald William Cameron, N B H Jonathan;
- 1971 – M J Perkins, L F Phillips, Peter L Timms;
- 1972 – Malcolm Green, David Husain, P G Sammes;
- 1973 – Jack Baldwin, Geoffrey Luckhurst, John Forster Nixon;
- 1974 – Laurance D. Hall, Brian F. G. Johnson, A McKillop;
- 1975 – Robert J Donovan, J A Osborn, Gerry Pattenden;
- 1976 – Melvyn Rowen Churchill, Roger Grice, Kevin M Smith;
- 1977 – Laurence Barron, B T Golding, J Steven Ogden;
- 1978 – Philip D Magnus, David Michael Patrick Mingos, George M Sheldrick;
- 1979 – Malcolm Harold Chisholm, G A Kenney-Wallace, S M Roberts;
- 1980 – Gus Hancock, Selby A. R. Knox, Steven V. Ley;
- 1981 – Christopher M. Dobson, Brian J. Howard, D A Jefferson;
- 1982 – Anthony Kevin Cheetham, Robert H. Crabtree, Thomas J Simpson;
- 1983 – David J. Cole-Hamilton, W Jones, William B Motherwell;
- 1984 – N J Cooper, Stephen G Davies, A Harriman;
- 1985 – William Clegg, Peter P Edwards, Christopher J Moody;
- 1986 – Anthony G M Barrett, G Christou, Paul R Raithby;
- 1987 – John M. Newsam, A Guy Orpen, David Parker;
- 1988 – F G N Cloke, Gareth A. Morris, Peter J Sarre, Stephen G Withers;
- 1989 – Michael Norman Royston Ashfold, David Clary, Martin Schröder;
- 1990 – David Crich, Patrick W. Fowler, Ian P. Rothwell;
- 1991 – David Gani, Jeremy Mark Hutson, Stephen Mann;
- 1992 – Paul D Beer, Timothy C Gallagher, David Edwin Logan;
- 1993/94 – Vernon C. Gibson, Nigel Simon Simpkins, Timothy P. Softley;
- 1995 – Andrew R Barron, Jeremy G Frey, Gerard F R Parkin;
- 1996 – Duncan W Bruce, M J Hampden-Smith, Nicholas J Turner;
- 1997 – Ian Manners, D. E. Manolopoulos, Dermot M O'Hare;
- 1998 – Varinder Kumar Aggarwal, J. Paul Attfield, Donald Craig;
- 1999 – Kenneth D M Harris, Christopher A Hunter, Michael D Ward;
- 2000 – Colin D. Bain, M J Rosseinsky, J M J Williams;
- 2001 – Harry L Anderson, Gideon J Davies, S M Howdle, Patrick Robert Unwin;
- 2002 – Alan Armstrong, Shankar Balasubramanian, Russell E Morris, S P Price;
- 2003 – Jonathan Clayden, Michael W George, Guy C Lloyd-Jones;
- 2004 – Stuart C Althorpe, David W C MacMillan, James H Naismith;
- 2005 – Benjamin G Davis, Helen H. Fielding, Philip A. Gale
- 2006 – Neil R Champness, Timothy J Donohoe, Jeremy N Harvey
- 2008 – Stephen Faulkner, Adam Nelson, David Tozer
- 2009 – Andrew de Mello, Duncan Graham, Andrew Cooper
- 2010 - Euan Brechin, Jason Chin, Jonathan Steed
- 2011 - Michaele Hardie, Fred Manby, Jonathan Nitschke
- 2012 - Polly Arnold, Leroy Cronin, David Smith
- 2013 - Matthew Gaunt, Martin Heene, Jonathan Reid
- 2014 - Milo Shaffer, David Spring, Molly Stevens
- 2015 - Sharon Ashbrook, Andrei Khlobystov, Stephen Liddle
- 2016 - Ian Fairlamb, Angelos Michaelides, Charlotte Williams
- 2017 - Andrew Goodwin, Eva Hevia, Tuomas Knowles
- 2018 - Magdalena Titirici
- 2019 - Roel Dullens, Igor Larrosa, Aron Walsh
- 2020 - Madhavi Krishnan, Rachel O’Reilly, Edward Tate
- 2021 - Matthew Fuchter, Junwang Tan, Jan Verlet
- 2022 - Andrew Dove, Rebecca Goss
- 2023 - Graeme Day, Carmen Domene, Tomislav Friščić, Richard Layfield
- 2024 - Gonçalo Bernardes, Matthew Gibson, Marina Kuimova